# Dmitri Donskói (ópera)
Dmitri Donskói (título original en ruso, Дмитрий Донской), también conocida con La batalla de Kulikovo - Куликовская битва) es la primera ópera,  en tres actos, de Antón Rubinstein y libreto en ruso del conde Vladímir Sollogub y Vladímir Zotov, basado en un drama de Vladislav Ozerov. Estrenada en 1852, la ópera, aparte de su obertura, está ahora perdida.

## Antecedentes
Rubinstein pidió un libreto a Sollogub, quien había trabajado también en la exitosa ópera de Glinka Una vida por el zar, en lo que era ostensiblemente también un tema nacionalista, el éxito de Dmitri Donskói en la batalla de Kulikovo (1380) contra Mamai, el comandante de la Horda Blanca tártara. Sin embargo, ignoró los elementos históricos en favor de una historia de amor operística bastante rutinaria.
Lo primero que terminó fue la obertura y se representó en un concierto en 1850. Pero Rubinstein se enfrentó con problemas con la censura rusa, quienes prohibían cualquier representación escénica del propio Donskói cantando. Al final, la partitura fue aprobada en 1851, y la primera representación tuvo lugar el 30 de abril de 1852 en el Teatro Bolshói Kamenni en San Petersburgo. Los censores sin embargo insistieron en que el título se cambiara por La batalla de Kulikovo. Rubinstein escribió a su madre 'Esto no es tan terrible. El público gradualmente descubrirá cuales son los verdaderos nombres'. Al compositor le gustó la recepción de la obra, aunque se quejó de la calidad de los cantantes: a pesar de todo dijo que '¡El éxito fue entusiasta!' Sin embargo, la ópera sólo se representó cuatro veces y no parece haberse repuesto. Sólo la partitura de la obertura ha sobrevivido, junto con un aria y algunas partes vocales en los archivos de San Petersburgo.

## Sinopsis
Donskói gana la mano de Ksenia a su rival Tverskói cuando consigue la victoria frente a Mamai en la batalla de Kulikovo.

## Personajes
| Personajes     | Tesitura | Reparto del estreno, abril de 1852 (Director: ) |
| -------------- | -------- | ----------------------------------------------- |
| Dmitri Donskói | bajo     | Osip Petrov                                     |
| Tverskói       | tenor    | Lev Leonov                                      |
| Ksenia         | soprano  | Maria Stepanova                                 |
| Dervish        |          | Pavel Bulajov                                   |
| Mamai          | barítono | Semen Hulak-Artemovski                          |